# Krugersdorp Golf Club
De Krugersdorp Golf Club is een golfclub in Krugersdorp, Zuid-Afrika. De club is opgericht in 1900 en heeft een 18-holes golfbaan met een par van 72.
De golfbaan werd ontworpen door de golfbaanarchitect William Kerr en de fairways zijn beplant met kikuyugras, een tropische grassoort, en de greens met struisgras.

## Golftoernooien
- Lombard Tyres Classic: 1995-1997 & 1999-2000